# Historia de los juegos de rol

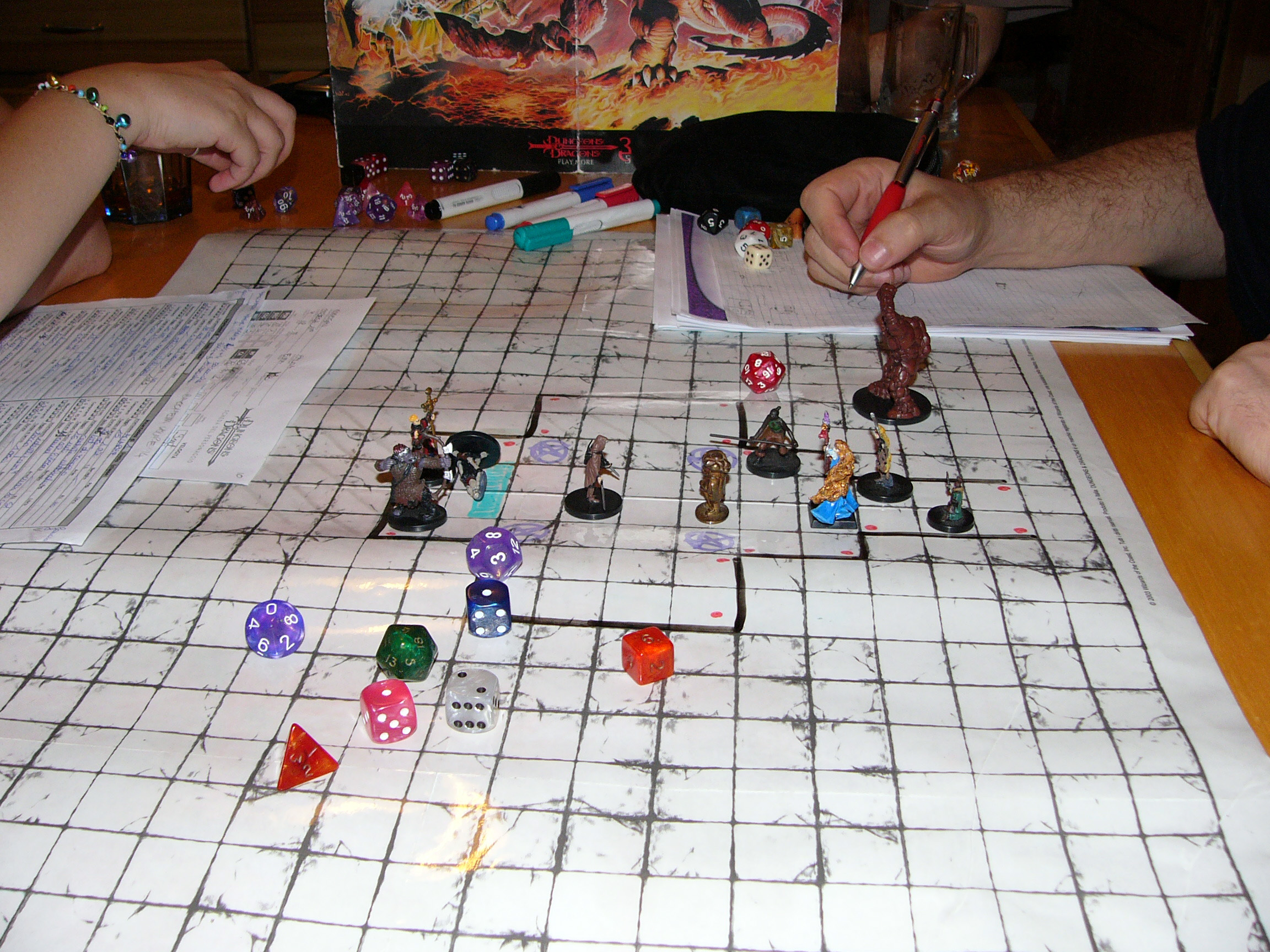
Una partida de Dungeons & Dragons.

La historia de los juegos de rol se inicia con una ya establecida tradición de interpretación de roles que, combinada con los reglamentos de wargames de fantasía, da a luz al juego de rol moderno. Un juego de rol es un tipo de juego en el que los participantes asumen los roles de personajes y, a través de ellos, crean una historia. Los participantes determinan las acciones de su personaje basados en su caracterización y sus acciones pueden o no tener éxito en función de un sistema de reglas. Dentro de los límites establecidos por las reglas, se puede improvisar libremente. Uno de los participantes es el director de juego, que da forma a la dirección y al resultado de las sesiones.
En general, los juegos de rol son substancialmente diferentes de los juegos competitivos como los deportes y los juegos de cartas. Esto ha confundido a quienes no están familiarizados con ellos acerca de la naturaleza del juego. El juego Dungeons & Dragons fue objeto de controversia durante la década de los años 80 cuando algunos opositores declararon que causaba efectos espirituales y psicológicos negativos. Investigaciones académicas han desacreditado tales declaraciones. Algunos educadores apoyan a los juegos de rol como una manera saludable de mejorar las técnicas de lectura y aritmética. Aún cuando los juegos de rol han sido aceptados por algunos, algunos religiosos conservadores continúan objetando. Sin embargo, al mismo tiempo que la atención mediática incrementó las ventas, también estigmatizó a ciertos juegos.
Desde entonces el género ha pasado de tener unos pocos adeptos y producir pequeñas publicaciones hasta ser una parte económicamente significativa de la industria de los juegos, donde el esfuerzo de editoriales independientes y la pequeña empresa siguen siendo substanciales. Hasbro, empresa líder del ramo, compró a la compañía de juegos de fantasía Wizards of the Coast en un estimado de US$325 millones.

## Orígenes
La interpretación de roles tradicional combinada con los sistemas de juego de los wargames de fantasía, dieron pie a la creación de los juegos de rol modernos en la década de los 1970s.

### La interpretación de roles a través de la historia
En la Europa del siglo XVI, grupos ambulantes de actores presentaban una forma de teatro improvisacional conocido como Comedia dell'arte, con situaciones, personajes y diálogo improvisado. Durante el siglo XIX y a principios del siglo XX, muchos juegos de tablero y juegos de salón, como «jurado» incluían elementos de interpretación de roles. Surgieron también los Juegos Teatrales creados por Viola Spolin, simulaciones de juicios y de legislaturas, dentro de los cuales los jugadores tomaban los roles de personajes e improvisaban, pero sin las reglas formales que caracterizarían a los juegos de rol modernos.
Hay alguna evidencia de que juegos al estilo de asesino podrían haber sido jugados por adultos en el Nueva York de los 1920s. Una versión sencilla del juego en la cual un asesinato era perpetrado diciendo «estás muerto» fue mencionado en la autobiografía de Harpo Marx titulada Harpo Speaks!, en la sección que relata esa época de su vida.
En los 1960s, grupos de recreación histórica dieron lugar a los juegos de «historia creativa», los cuales probablemente se originaron con la fundación en 1966 de Society for Creative Anachronism («Sociedad para el Anacronismo Creativo»). Un grupo similar, Markland Medieval Mercenary Militia, empezó a organizar eventos en la Universidad de Maryland en 1969. Estos grupos estaban dedicados en gran medida a recrear de manera realista la historia y cultura medieval, con solo algunos débiles elementos de fantasía.

### Wargames
Tomando inspiración del ajedrez, Helwig, Maestro de Pajes del Duque de Brunswick, creó un juego de emulación de batallas en 1780. Variaciones cada vez más realistas pasaron a formar parte del adiestramiento estratégico y militar en el siglo XIX, siendo llamados kriegspiel o wargames (juegos de guerra). Estos wargames o ejercicios militares siguen siendo una parte importante del entrenamiento militar en la actualidad. Los wargames derivaron del entrenamiento militar al ámbito lúdico y comercial con la publicación de Little Wars (Pequeñas Guerras), un juego de soldados para niños creado por H. G. Wells en 1913. El hobby de los wargames derivó hacia el mercado adulto con juegos de recreación y de modelos derivados del período de las guerras napoleónicos en adelante. Aunque en estos primeros juegos cada miniatura representaba un solo soldado pronto comenzaron a aparecer figuras que representaban unidades enteras.
El juego de guerra de tablero Diplomacy, inventado por Allan B. Calhamer en 1954 y publicado en 1959 hizo que las interacciones sociales y personales pasasen a formar parte del juego. Una variante en vivo de Diplomacy llamada Slobbovia fue utilizada para el desarrollo del personaje en lugar del conflicto. 
A finales de la década de 1960 comenzaron a añadirse elementos de fantasía a los juegos de guerra. El lingüista M.A.R. Barker comenzó a utilizar sus sesiones de wargame para desarrollar su creación Tékumel. En 1970 la Asociación de Wargamers de Nueva Inglaterra presentó un wargame de fantasía llamado Middle Earth (Tierra Media) en una convención de la Asociación de Coleccionistas de Figuras Militares. El escritor de fantasía Greg Stafford creó el wargame White Bear and Red Moon («oso blanco y luna roja») para explorar su mundo de fantasía, Glorantha, aunque no sería publicado hasta 1975.

#### Braunstein
En 1969 se celebró en la Universidad de Minnesota una sesión de wargames con David Wesely como moderador, en la que los jugadores interpretaron a personajes personalizados en un escenario del período napoleónico situado en torno a una pequeña ciudad llamada Braunstein. Esta sesión no produjo ningún desarrollo inmediato, pero sin duda fue un precedente. Realmente tenía un gran parecido con una partida de juego de rol en vivo que con un juego de rol tradicional. Posteriormente David Wesely dirigió ese mismo año una segunda sesión en Braunstein, situando a los jugadores en los papeles de los funcionarios del gobierno y a los revolucionarios en una ficticia república. Braunstein fue un precedente de los juegos de rol modernos porque en él cada jugador interpretaba a un único personaje ficticio, característica propia de los juegos de rol.

#### ChainmailyBlackmoor
La experiencia de ambas sesiones de Braunstein fue utilizada parcialmente por Dave Arneson, que participó en ellas, para enfocar sus ideas y elaborar un reino de fantasía conocido como Blackmoor («páramo negro»), y en 1971 Arneson comenzó a dirigir partidas de este juego de rol convencional basado en el escenario de su mundo fantástico. Esta campaña se seguía dirigiendo en el año 2006, lo que la convierte en la campaña más larga de un juego de rol. Blackmoor contenía los elementos básicos que se extenderían a los juegos de fantasía: puntos de vida, puntos de experiencia, niveles de personaje, clases de armadura y mazmorras. Como los wargames de los que derivaba, Blackmoor utilizaba miniaturas y mapas de terreno para ilustrar la acción. La principal diferencia de las partidas de Blackmoor respecto al wargame Braunstein es que permitían a los jugadores decidir los objetivos de sus personajes, además de los objetivos del escenario presentados por Arneson.
Gary Gygax, de la asociación de wargamers de la Universidad de Minnesota, elaboró una serie de reglas para un ejército bajo medieval. Este wargame inusual fue publicado en 1971 con el nombre de Chainmail («cota de malla»). Aunque esencialmente se trata de un juego de referencia histórica, incluía un apéndice para poder añadir elementos fantásticos, como magos y dragones.
Posteriormente Dave Arneson y Gary Gygax se conocieron y colaboraron juntos para crear el primer juego de rol en ser comercializado: Dungeons & Dragons. El nombre del juego derivaba de otros dos juegos comercializados con anterioridad, pero eran juegos de tablero: Gary Gygax había descubierto, a principios de los años 70, un juego australiano titulado Dungeon. Poco más tarde descubrió otro juego de tablero, pero estadounidense y titulado Dragon, y fue inspirándose en los títulos de estos dos juegos que decidió dar título a Dungeons & Dragons.

## Advenimiento del rol

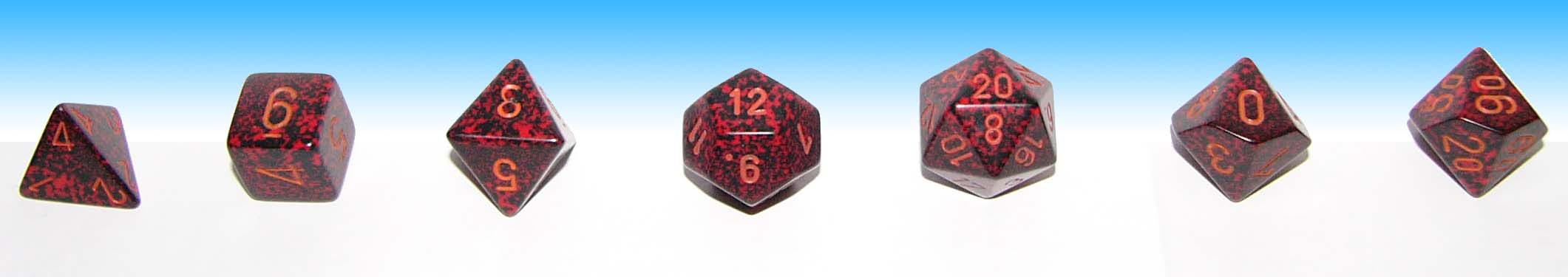
Set completo de dados de juegos de rol.

### La década de 1970: los primeros juegos de rol modernos

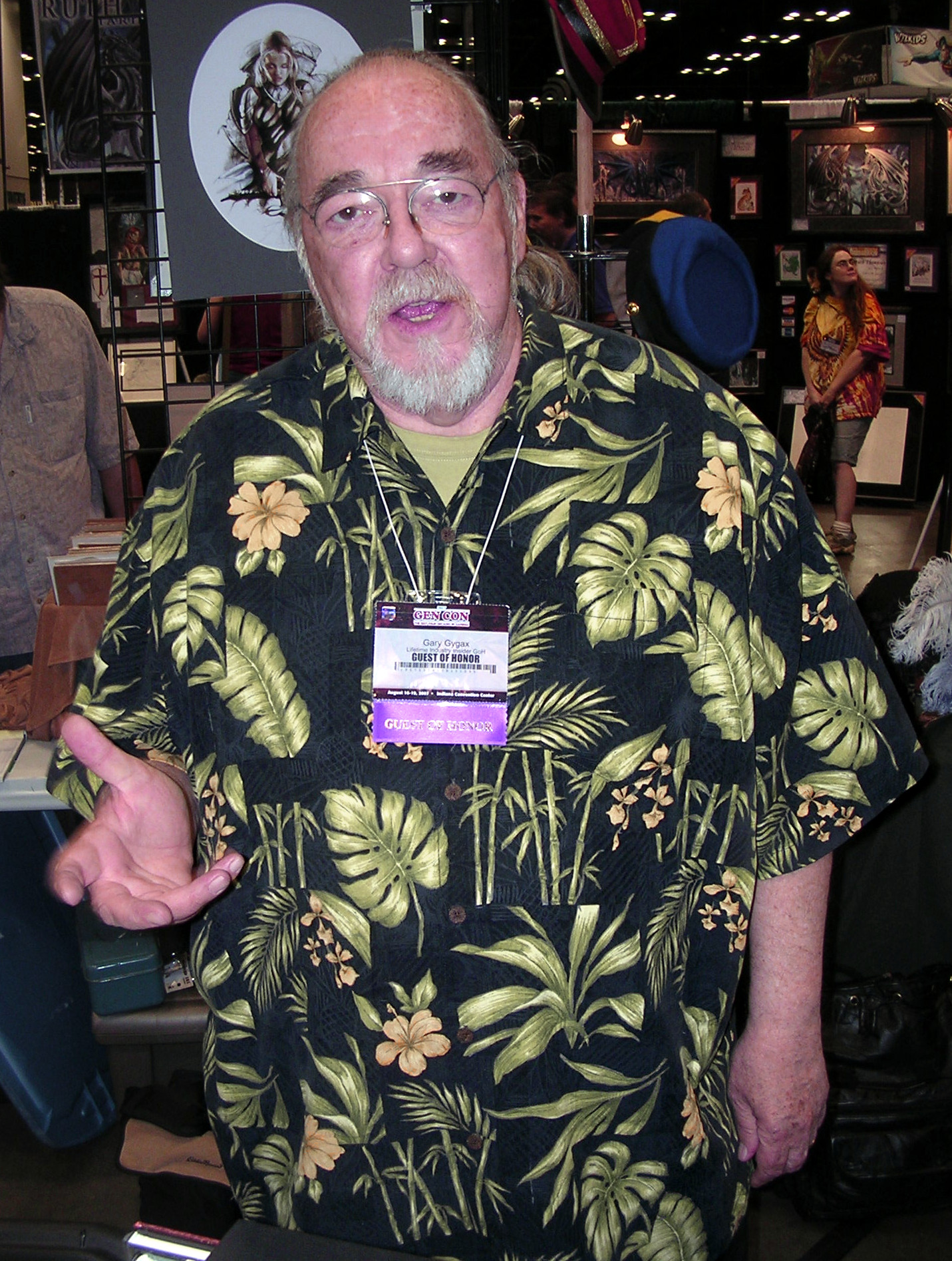
Gary Gygax en la Gen Con de 2007.

El primer juego de rol comercializado fue Dungeons & Dragons, publicado en 1974 por TSR, la editorial de Gary Gygax. TSR abrió el camino de los juegos de rol en el ámbito lúdico. Al principio Gygax esperaba vender unas 50.000 copias, pero pronto desarrolló numerosos seguidores. El creciente éxito del juego provocó la aparición de industrias de merchandising y otros productos periféricos. Compañías como Chaosium (fundada en 1975 por Greg Stafford), que publicaban juegos de tablero, empezaron a publicar suplementos para TSR y su juego Dungeons & Dragons (como la serie de suplementos All the World's Monsters de Steve Perrin). Steve Perrin, Ray Turney y otros empleados de Stafford acabaron así por recibir una proposición de TSR para crear un suplemento de Dungeons & Dragons adaptable a Glorantha, pero Stafford rechazó y el juego de rol de Glorantha acabó por ser RuneQuest, publicado por primera vez en 1978. No sólo hubo compañías sino también jugadores particulares que también creaban sus propios suplementos para Dungeons & Dragons. Uno de ellos llegó incluso a convertirse en un juego propio, como fue el caso de The Arduin Grimoire de David A. Hargrave (1977).
En pocos años comenzaron a aparecer otros juegos de rol de fantasía, algunos de los cuales copiaban el estilo y ambientación del juego original de Dungeons & Dragons, como Tunnels & Trolls («Túneles y Trolls», 1975), Chivalry & Sorcery («Caballería y Brujería», 1977) o The Arduin Grimoire («El grimorio de Arduin», 1977). Siguieron otros juegos que no se inspiraban tanto, o incluso nada en absoluto, en el universo propio de Dungeons & Dragons, como En Garde! («¡En guardia!», 1975), Traveller (1977), RuneQuest (1978) y Space Opera (1980). También aparecieron los primeros grupos de acción en vivo como Dagorhir (1977), convenciones de juegos de rol y publicaciones periódicas como Dragon Magazine (1976), que fomentaron la expansión del nuevo hobby entre los aficionados, en su mayor parte adolescentes, estudiantes de instituto y universitarios.
A lo largo de tres volúmenes publicados entre 1977 y 1979 TSR publicó Advanced Dungeons & Dragons. Esta edición, entre los jugadores, se conoció posteriormente como la «primera» edición. Este ambicioso proyecto expandió las reglas a una serie de tres libros de tapa dura con cientos de páginas. Estas reglas expandidas cubrían hasta detalles tan nimios como la posibilidad de encontrar una espada cantarina en una pila de botín o las posibilidades de conseguir información de un tabernero. Además de las reglas también se publicaron suplementos que ofrecían escenarios y ambientaciones de aventura. La primera Dungeon Master´s Guide (Manual del Director de Juego) se publicó en 1979 e incluía una lista de 25 autores de ficción recomendados. Los otros dos volúmenes habían sido Monster Manual (1977) y The Players Handbook (1978).

### La década de 1980: expansión y controversia
Las referencias literarias y mitológicas ayudaron a atraer nuevos fanes a Dungeons & Dragons. El éxito de Dungeons & Dragons se convirtió en una bendición de doble filo para TSR: se presentaron demandas por plagio a la primera edición del suplemento de reglas Deities and Demigods («dioses y semidioses»). En 1979 también se produjo la controversia producida por la desaparición de James Dallas Egbert III, que atrajo la atención pública sobre el juego y mejoró las ventas, pero también estigmatizaría para siempre los juegos de rol. TSR experimentó un rápido crecimiento, llegando hasta los 300 empleados en 1984. A finales de los años 70 el mercado ya estaba maduro para que otros juegos de otras editoriales e incluso de otros países vieran la luz en gran número durante los años 80. Algunos ejemplos bien conocidos de esta época son Rolemaster (1980), La llamada de Cthulhu (1981), Stormbringer (1981), James Bond 007 (1983), El Señor de los Anillos, el juego de rol de la Tierra Media (1984), Paranoia (1984), GURPS (1986), Star Wars (1987) o Ars Magica (1987).
Las traducciones permitieron que los juegos de rol estadounidenses se extendieran a otros países. Traveller ya fue traducido al japonés en 1984, seguido pronto de Dungeons & Dragons en 1985, que también fue traducido al francés en 1983 y al español en 1985. Pronto otros países también comenzaron a desarrollar sus propios juegos. Los diferentes países europeos iniciaron su propia producción de juegos de rol, así como las primeras traducciones de Dungeons & Dragons. El juego de rol europeo más antiguo es el alemán Midgard, del año 1981, seguido del sueco Drakar och Demoner  en 1982. En Francia la editorial Solar publicó en 1982 una adaptación propia (en formato de libro en rústica) de Dungeons & Dragons, titulándola Donjons et Dragons, pero sin ser una traducción oficial del juego estadounidense. Como Solar no tenía los derechos de traducción del título de Dungeons & Dragons o de adaptación de su sistema de juego el libro fue retirado del mercado al poco tiempo. Al año siguiente, en 1983, el importador francés de juegos Transecom publicó finalmente la primera traducción oficial en francés de Dungeons & Dragons, esta vez haciendo uso legal del título Donjons et Dragons y respetando la presentación original en formato de caja. Esta traducción al francés es la primera traducción de Dungeons & Dragons a una lengua distinta del inglés. En 1983 se publicaron también otros dos juegos franceses, L'Ultime Épreuve y Légendes, así como un nuevo juego alemán, El ojo negro (Das Schwarze Auge). El éxito de los primeros juegos de rol no iba a tardar en hacerse sentir en España y la primera traducción de Dungeons & Dragons en español fue publicada en 1985 por la editorial gerundense Dalmau Carles Pla, iniciando de este modo en España la industria del rol, con publicaciones traducidas o incluso de creación propia española, pero que con sus altos y sus bajos ha continuado ininterrumpidamente desde entonces hasta la actualidad. Otros juegos de rol europeos de esta década fueron Mega (1984) en Francia, Warhammer Fantasy Roleplay (1986) en el Reino Unido o Adventurers of the North, Kalevala Heroes (1989) en Finlandia. Fuera de Europa y de Estados Unidos unos pocos países también empezaron a crear juegos de rol autóctonos, como en Japón, con Enterprise: Role Play Game in Star Trek en 1983 y Sword World RPG (Mundo de Espadas) en 1989.
Los juegos de rol comenzaron a introducirse en otros ámbitos de entretenimiento. En el mundo informático pronto comenzaron a surgir primitivas imitaciones de juegos de rol como Akalabeth y Rogue, que aparecieron en 1980; los videojuegos adaptaron muchos de los escenarios y sistemas de juego, así como los nombres. En 1983 se produjo una serie de dibujos animados para televisión basada en Dungeons & Dragons (que en España sería traducida como Dragones y Mazmorras y en Hispanoamérica como Calabozos y Dragones, nombres que todavía hoy en día se mantienen entre la afición de sus respectivos países).
La segunda edición de Advanced Dungeons & Dragons fue publicada en 1988 y redujo los elementos literarios para reducir objeciones y reclamaciones legales. No obstante todavía sobrevivieron algunas referencias sobre todo los tipos de personaje de la literatura de Tolkien y la persistencia del término vorpal, prestado de poema Jabberwocky de Lewis Carroll, era la espada mágica más poderosa de la primera edición.
Durante este período, cada juego se encontraba vinculado a un escenario particular: si un jugador quería jugar a un juego de ciencia ficción y a un juego de fantasía medieval tenía que aprender dos sistemas de juego diferentes. En Advanced Dungeons & Dragons se hicieron varios intentos de permitir el cruce de géneros utilizando las reglas de Gamma World y Boot Hill, pero no tuvieron mucho éxito. En 1986, tratando de buscar un único sistema de juego genérico que fuese adaptable a las necesidades de cada jugador, Steve Jackson Games lanzó GURPS (Generic Universal Roleplaying System). El énfasis de GURPS por fomentar un aspecto genérico demostró ser una táctica de mercado con éxito; continuó siendo el segundo sistema de juego de rol más popular durante la década de 1990.
GURPS y Champions también sirvieron para presentar un equilibrio entre personajes jugadores en los juegos de rol. Mientras en Dungeons & Dragons los jugadores utilizaban tiradas aleatorias de dados para definir sus personajes, los nuevos juegos comenzaron a utilizar un sistema de asignación de puntos para crear sus personajes, consiguiendo más puntos mediante la adquisición de desventajas, defectos, etc.

### La década de 1990: sofisticación y declive
El juego Ars Magica, publicado originalmente en 1987 enfatizaba la caracterización, interpretación y narración por encima del sistema de juego y del combate. El juego fue adquirido por la editorial White Wolf, que adoptó estos elementos publicando en 1991 Vampiro: la mascarada, un juego de horror Gótico-Punk cuya ambientación tomaba muchos elementos de la subcultura gótica moderna; el juego resultó un enorme éxito y provocó la aparición de varios otros juegos que conformaron las líneas del llamado Mundo de Tinieblas. Este estilo de juego narrativo resultaba muy adaptable a la interpretación en vivo. Paralelamente, la caída del comunismo permitió la expansión de los juegos del rol. En Polonia se publicó la revista Magia y Miecz (Magia y Espada), y pronto aparecieron varios juegos de rol polacos, a los que pronto se unieron los de otros países bajo la influencia comunista.
Con los avances informáticos y su divulgación doméstica, los juegos de rol y aventuras gráficas en ordenador incrementaron su popularidad. Estos juegos, si bien estrictamente estaban mucho más limitados que los juegos de rol tradicionales, utilizaban escenarios y sistemas de juego de rol, y no requerían de un Director de Juego o de un grupo de jugadores. Aunque ayudaron a introducir a nuevos jugadores al hobby, con el tiempo los jugadores de rol dividieron sus preferencias entre el ámbito informático y el tradicional.
En 1993 Peter Adkison y Richar Garfield un opositor al doctorado en matemáticas en la Universidad de Pennsiylvania, publicaron un juego de cartas coleccionable con un escenario fantástico similar al de los juegos de rol de fantasía llamado Magic: The Gathering (Magic: el encuentro). El juego tuvo un enorme éxito y Wizards of the Coast, la empresa que lo creó y distribuyó experimentó un repentino y espectacular crecimiento; así emergió el género de los juegos de cartas coleccionables. La aparición y popularidad de Magic tomó a muchos jugadores y editoriales por sorpresa, por lo que trataron de mantenerse al ritmo de la moda y los cambios en la opinión pública.
A medida que la tecnología de impresión editorial mejoraba, las exigencias y perspectivas de los compradores se incrementaban, así como los costes de producción de los juegos de rol. La empresa TSR comenzó a litigar contra los propietarios de páginas webs que compartían suplementos escaneados o que contenían material relacionado con su juego. Las continuas demandas y pleitos legales enfrentaron a TSR con muchos fanes de Dungeons & Dragons y otros juegos de rol, que comenzaron a referirse a TSR como T$R.
La diversidad en los juegos de rol, así como la aparición de los juegos de rol informáticos y los juegos de cartas coleccionables produjeron una enorme competencia y una reducción de beneficios, y la industria de los juegos de rol comenzó su declive. Comenzaron a aparecer artículos en la revista Dragon y otras publicaciones prediciendo el fin de los juegos de rol, ya que cuando los aficionados se reunían en vivo preferían jugar a Magic. TSR comenzó a tener problemas financieros y agotó enormes recursos y finalmente fue comprada por Wizards of the Coast en 1997. Los artículos que criticaban Magic en la revista de TSR, obviamente, cesaron. Wizards of the Coast se convirtió en una división de la empresa de juguetes Hasbro en 1998, y se estima que fue comprada por unos 325 millones de dólares.
Mientras tanto se desarrolló una reflexión crítica y teórica sobre los juegos de rol. En 1994-1995 Inter*Active (posteriormente rebautizada como Interactive Fiction) publicó una revista dedicada al estudio de los juegos de rol. A finales de la década de 1990 la discusión sobre la naturaleza de los juegos de rol terminó creando un modelo teórico y clasificado en tres (partesrec.games.frp.advocacy). En Escandinavia surgieron varios campos ideológicos opuestos sobre la naturaleza y función de los juegos de rol, e incluso se dieron varias conferencias académicas sobre los mismos llamadas las conferencias Knutepunkt, que comenzaron en 1997 y continúan en la actualidad.
Fue también en los años 90 cuando empezaron a ser creados los primeros juegos de rol en países de lengua española, con Aquelarre (noviembre de 1990) y Mutantes en la sombra (abril de 1991) en España y Laberinto (noviembre de 1998) en México.

### La década de los 2000: La apertura y los juegos independientes
Ante la tendencia de que los suplementos de juego sufrieran una disminución de ventas con el tiempo mucho más acentuada que los manuales básicos, Ryan Dancey de Wizards of the Coast introdujo una nueva política por la que permitiría a otras editoriales y compañías publicar suplementos compatibles con el sistema d20 utilizado por la tercera edición de Dungeons & Dragons (2000) siguiendo una «Licencia de Juego Abierto» (Open Game License). Esto reduciría el coste de proporcionar suplementos al juego e incrementaría la venta de los manuales básicos, que sólo podrían ser publicados por Wizards of the Coast. Las nuevas reglas de Dungeons & Dragons sufrirían una revisión y serían conocidas como «sistema de dado de 20 caras» o sistema de D20, y se publicó un Documento de Referencia de Sistema que contenía todas las normas necesarias para escribir un suplemento o dirigir una partida, pero sin las reglas de avance de personajes necesarias para una partida a largo plazo. Esta política de «apertura de juego» tuvo un gran éxito, aunque también sufrió algunas críticas. Desde entonces han aparecido muchos suplementos y ambientaciones que utilizan el sistema de D20 y otros juegos con sus propios sistemas, también han sido adaptados al D20 con mayor o menor éxito.
Mientras tanto, comenzaron a hacer presencia en internet las comunidades autodenominadas de «rol independiente», que estudiaban los juegos de rol y los desarrollaban desde diferentes perspectivas, incluso creando sus propios juegos al margen de las editoriales. Con la difusión de la «impresión por pedido» y de la publicación de documentos PDF se hizo posible para estas comunidades producir juegos con diseños y desarrollos elaborados, algunos incluso de descarga gratuita.